# Храм Архангела Михаила (Суздаль)
Церковь Архангела Михаила в Михалях — православный храм в городе Суздале Владимирской области, в посёлке Михали на южной окраине города. Памятник архитектуры. С 2004 года является частью комплекса православной школы имени святителя Арсения Элассонского..
Храм расположен в историческом районе Михали, в прошлом являвшемся отдельным селом. Рядом с храмом Архангела Михаила находятся ещё две церкви: Флора и Лавра и Александра Невского.
Храм Архангела Михаила был построен в 1769 году.
Основной объём храма — большой четверик, бело-красное здание, украшенное богатым декором: тёмно-красные стены, узорчатые белые наличники окон. Над вторым ярусом окон проведён поясок, а под кровлей — карниз. Крест над церковью имеет сложный рисунок. С западной стороны к храму пристроена трапезная, соединяющая основной объём церкви с высокой колокольней в стиле классицизма. Колокольня увенчана стройным острым шпилем, который опирается на сферический купол-основание.

## Галерея

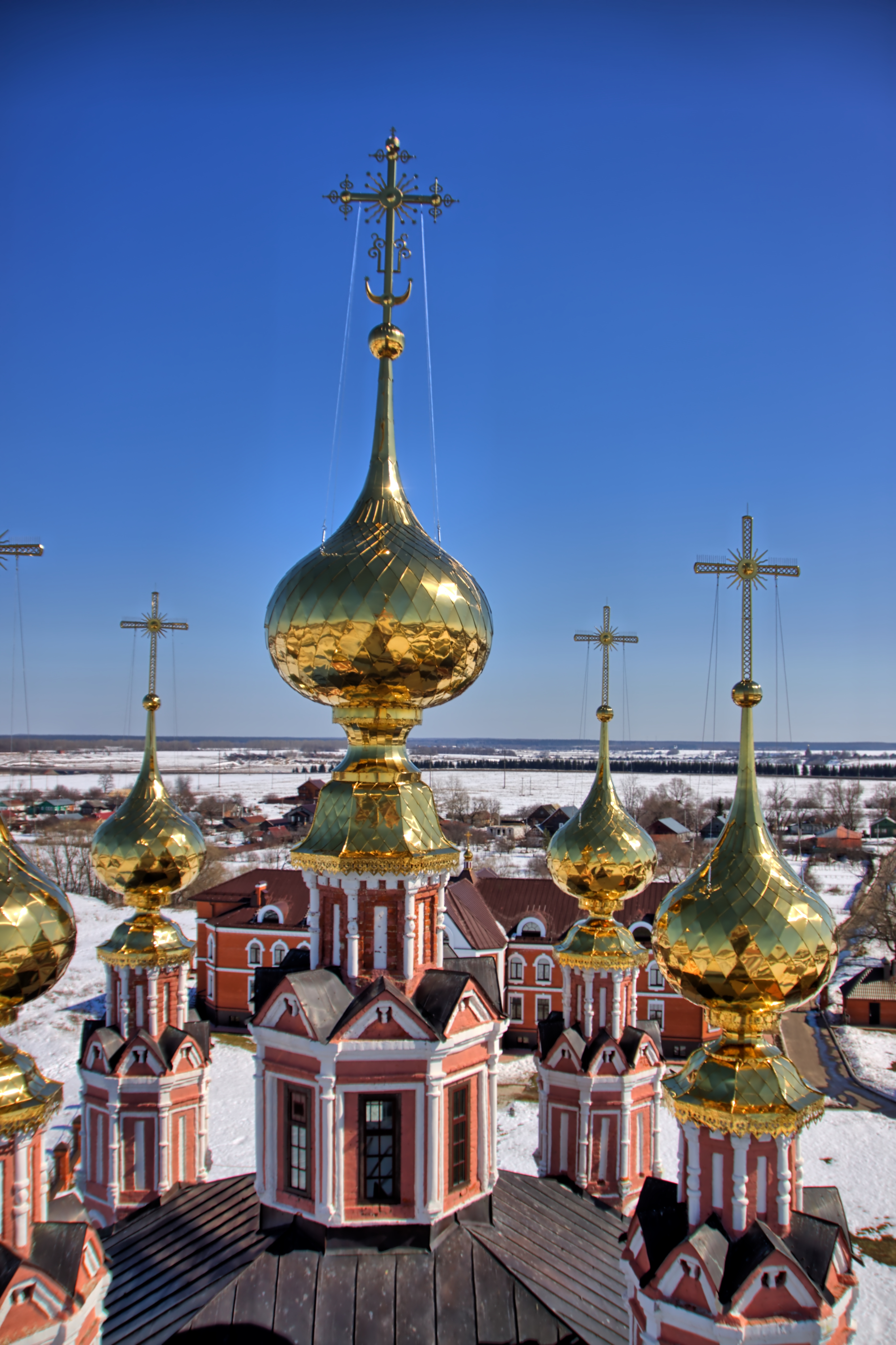
Купола храма.
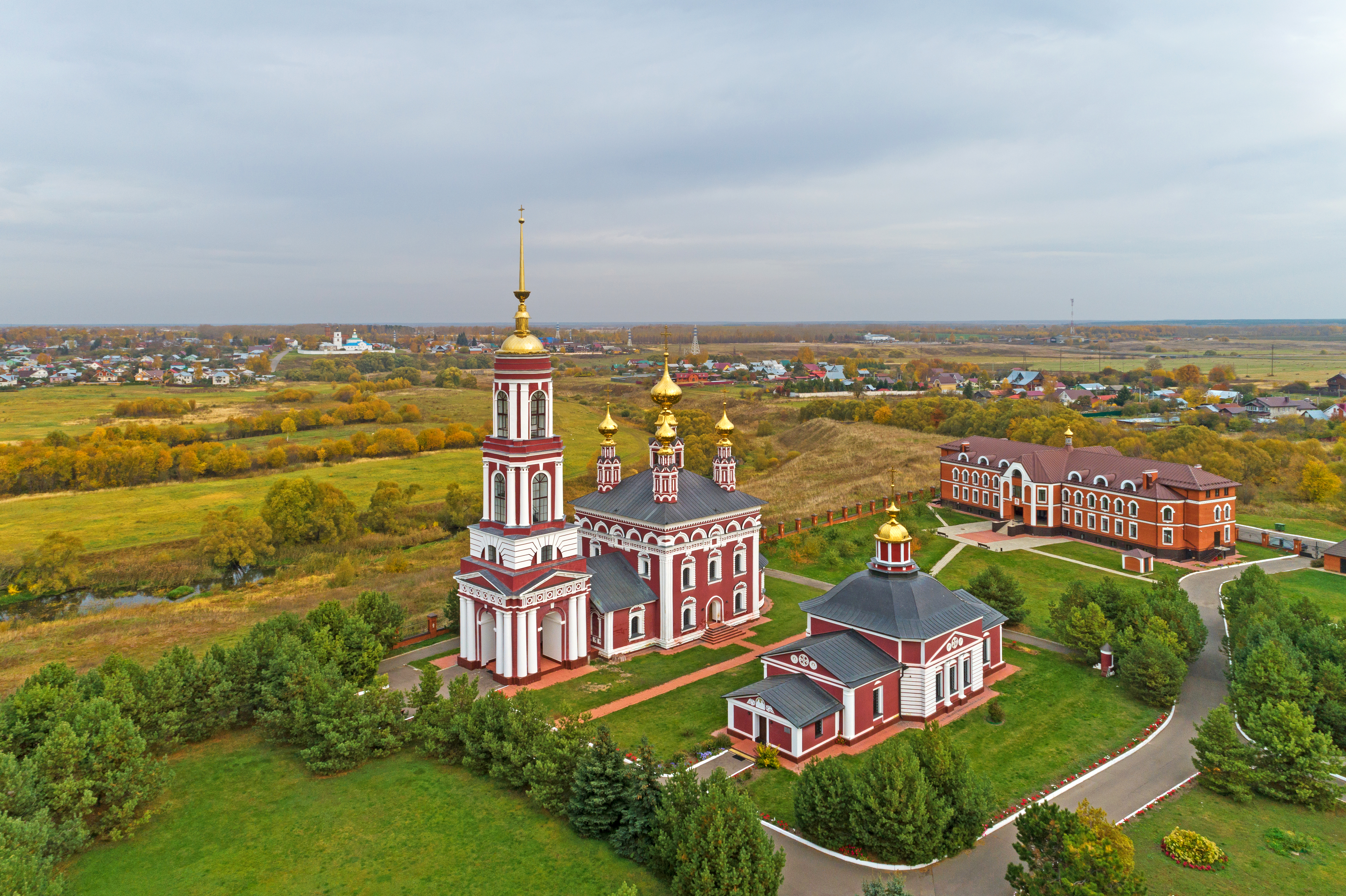
Рядом находится маленький храм Флора и Лавра.